# Edmond Luguet
Edmond Luguet (Ambarés e la Grava, Gironda, 26 de març de 1886 – Bordeus, 18 de desembre de 1974) va ser un ciclista francès, que va prendre part en els Jocs Intercalats de 1906.
Va guanyar una medalla de bronze a la prova en ruta, per darrere dels seus compatriotes Fernand Vast i Maurice Bardonneau.